# کورشونوفکا
کورشونوفکا (به لاتین: Korshunovka) یک منطقهٔ مسکونی در روسیه است که در استان آمور واقع شده‌است.